# ميشيل استيبان
ميشيل استيبان (بالفرنسية: Michel Esteban)‏ هو ملحن ومنتج أسطوانات ورئيس تحرير ورجل
 أعمال فرنسي، ولد في 7 مايو 1951 في باريس في فرنسا.

## وصلات خارجية
- ميشيل استيبان على موقع ميوزك برينز (الإنجليزية)
- ميشيل استيبان على موقع ديسكوغز (الإنجليزية)